# ロッテ・レーマン
シャルロッテ（ロッテ）・レーマン（Charlotte (Lotte) Lehmann, 1888年2月27日 - 1976年8月26日）は、ドイツのソプラノ歌手。彼女は主としてドイツ語で歌われるオペラや歌曲をレパートリーとしており、リヒャルト・シュトラウスの『ばらの騎士』のマルシャリンは、彼女のオペラ歌手人生の中で最も記憶に残る役と考えられている。

## 経歴
ペルレベルク生まれ。ベルリンで学んだ後、1910年にハンブルク歌劇場のワーグナー『ローエングリン』でデビュー。 1914年、ウィーン宮廷歌劇場にデビューし、1916年には同歌劇場に移籍した。この劇場において彼女はリヒャルト・シュトラウスの多くの作品、『ナクソス島のアリアドネ』（1916年）、『影のない女』（1919年）、『インテルメッツォ』（1924年）および『アラベラ』（1933年）やいくつかのプッチーニ作品のウィーン初演にソプラノ歌手として立ち会っている。レーマンはウィーン・デビューと同じ年、ロンドンにもデビューしており、1924年から1935年にかけて、コヴェント・ガーデンのロイヤル・オペラ・ハウスに定期的に客演している。 この頃からレコードの録音もしている。初期のアコースティックレコーディング（機械式録音）の時期から、電気増幅機（アンプ）とマイクロフォンを使用する電気式録音時代まで、オデオン、コロムビア、ビクター、グラモフォン、ドイツグラモフォン(ポリドール)等の様々なレコード会社の色々なレーベルから多くの優れた歌唱を遺している。
1926年、彼女はザルツブルク音楽祭にデビューし、1937年までアルトゥーロ・トスカニーニなどの大指揮者の棒のもとで歌い、またブルーノ・ワルターのピアノ伴奏でリサイタルも催している。1936年には『サウンド・オブ・ミュージック』で知られる「トラップ・ファミリー合唱団」を見出し、これをデビューさせている。
1930年、彼女はシカゴ歌劇場でワーグナー『ワルキューレ』のジークリンデ役を歌いアメリカ・デビューを飾る。レーマンは『ニュルンベルクのマイスタージンガー』のエーファ役、『ローエングリン』のエルザ役、『タンホイザー』のエリーザベト役などによって、ワグネリアンに記憶されている。またベートーヴェン『フィデリオ』レオノーレ役の名解釈でも名が知られていた。1938年、ナチス・ドイツによるオーストリア合邦を受けて、レーマンはアメリカに移った。同地においてレーマンは1945年にオペラ歌手としての引退を迎えるまで、メトロポリタン歌劇場やサンフランシスコ歌劇場を主な活動拠点としていた。
オペラ歌手の仕事に加え、レーマンは歌曲の歌手としても知られ、オペラ歌手としての引退後もこちらの活動は継続している。彼女は長い歌手人生中、500を超える録音を残した。 
1951年、彼女は歌手活動から完全に引退、カリフォルニア州サンタバーバラの音楽院やシカゴ、ロンドン、ウィーン音楽院などでマスタークラスを開催、後進の指導にあたった。彼女の音楽業界への貢献をたたえ、ハリウッド名声の歩道の1735番目の星にその名が刻まれているが、彼女のファーストネームの綴りが「Lotti」と誤っている。
1976年、カリフォルニア州サンタバーバラで88歳の生涯を閉じたレーマンは、ウィーン中央墓地の32C区に葬られている。
カリフォルニア大学サンタバーバラ校のコンサートホールは彼女の名にちなみ、「ロッテ・レーマン・コンサートホール」と名付けられた。また1995年には「ロッテ・レーマン財団」が設置されている。

## 出演オペラ
- 『カルメン』ミカエラ[1]
- 『ユダヤの女』ラシェル[2]
- 『ナクソス島のアリアドネ』作曲家[3]、プリマドンナ/アリアドネ[4]
- 『ミニョン』ミニョン[5]
- 『魔笛』パミーナ[6]
- 『ローエングリン』エルザ[7][8]
- 『ばらの騎士』オクタヴィアン[9]、元帥夫人[10][11]
- 『マノン』マノン[12]
- 『ウィンザーの陽気な女房たち』フルート夫人[13]
- 『フィガロの結婚』伯爵夫人[14]
- 『スペードの女王』リーザ[15]
- 『影のない女』染物師の妻[16]
- 『ラ・ボエーム』ミミ[17]
- 『蝶々夫人』蝶々さん[18]
- 『修道女アンジェリカ』アンジェリカ[19]
- 『低地』マルタ[20]
- 『トスカ』トスカ[21][22]
- 『マノン・レスコー』マノン[23]
- 『死の都』マリエッタ[24]
- 『アンドレア・シェニエ』マッダレーナ[25]
- 『トゥーランドット』トゥーランドット[26]
- 『インテルメッツォ』クリスティーネ[27]
- 『フィデリオ』レオノーレ[28]
- 『こうもり』ロザリンデ[29]
- 『外套』ジョルジェット[30]
- 『アラベラ』アラベラ[31]
- 『ワルキューレ』ジークリンデ[32]
- 『タンホイザー』エリーザベト[33]
- 『ニュルンベルクのマイスタージンガー』エファ[34]
- 『エフゲニー・オネーギン』タチアーナ[35]